# FutFanatics
FutFanatics é uma empresa brasileira de comércio eletrônico de artigos esportivos, que surgiu com a função voltada para o E-commerce Fundada em 2012 por André Garcia em Presidente Prudente, interior de São Paulo. Atua no cenário nacional e possui um site para compras internacionais

## História
A ideia do empresário era de escalar o seu negócio, o que aconteceu quando utilizou a plataforma Tray E-commerce. Logo em seu segundo ano, a FutFanatics alcançou o número de 1 milhão de vendas.
Além de ser reconhecida como uma das maiores lojas esportivas do país, a empresa também atua com patrocínios em programas de tv, eventos esportivos e clubes de futebol. Também realiza parceria com alguns clubes para vendas em seus sites.
Mas não é só de futebol que a FutFanatics é feita. Automobilismo, basquete, beisebol, futebol americano, natação, tênis e vôlei são alguns dos esportes que a loja virtual também comercializa. São mais de 15 mil produtos ativos e mais de 150 marcas parceiras, para apresentar para os fanáticos por esporte, as melhores ofertas. Além disso, a loja possui certificados de segurança que oferecem ao cliente um ambiente de compra confiável.
André Garcia, proprietário da FutFanatics é também o atual presidente do Grêmio Desportivo Prudente

## Estrutura
A Fut conta com uma equipe com mais de 140 colaboradores em uma estrutura física com mais de 12 mil m², expedindo milhares de pedidos todos os dias, totalizando mais de 70 mil envios ao mês. Hoje, a FutFanatics contabiliza mais de 1 milhão de clientes cadastrados.